# Mein Name ist Bach
Mein Name ist Bach è un film del 2003 diretto da Dominique de Rivaz e basato sulla vita del compositore tedesco Johann Sebastian Bach.

## Riconoscimenti
- 2004 - Swiss Film Prize
  - Miglior film (Dominique de Rivaz)
  - Miglior performance in un ruolo non protagonista (Gilles Tschudi)
  - Candidatura al premio per la miglior performance in un ruolo non protagonista (Anatole Taubman)